# Etienne Stott
Etienne Stott (Manchester, 30 juni 1979) is een Brits kanovaarder gespecialiseerd in slalom. 
Stott won samen met Tim Baillie tijdens de Olympische Zomerspelen 2012 in eigen land de gouden medaille in de C-2 slalom. Op wereldkampioenschappen won Stott tweemaal de bronzen medaille met het team. 
Stott behaalde in 2015 met zijn nieuwe partner Mark Proctor de zesde plaats op de wereldkampioenschappen. Scott slaagde er niet in om zich te plaatsen voor de Olympische Zomerspelen 2016 in het Braziliaanse Rio de Janeiro.
Vanwege zijn gouden medaille werd hij in 2013 benoemd tot lid in de Orde van het Britse Rijk door koningin Elizabeth II.

## Resultaten

### Olympische Zomerspelen
| Editie | Plaats | Resultaten |
| ------ | ------ | ---------- |
| 2012   | Londen | C-2 Slalom |

### Wereldkampioenschappen kanoslalom
| Jaar | Plaats          | Resultaten                        |
| ---- | --------------- | --------------------------------- |
| 2005 | Penrith         | 13e C-2 Slalom                    |
| 2006 | Praag           | 8e C-2 Slalom                     |
| 2007 | Foz do Iguaçu   | 26e C-2 Slalom 5e C-2 Slalom team |
| 2009 | La Seu d'Urgell | 4e C-2 Slalom · C-2 Slalom team   |
| 2010 | Ljubljana       | 17e C-2 Slalom 5e C-2 Slalom team |
| 2011 | Bratislava      | 6e C-2 Slalom · C-2 Slalom team   |
| 2015 | Londen          | 6e C-2 Slalom · C-2 Slalom team   |

1972: Rolf-Dieter Amend & Walter Hofmann ·
1992: Joe Jacobi & Scott Strausbaugh ·
1996: Franck Adisson & Wilfrid Forgues ·
2000: Pavol Hochschorner & Peter Hochschorner ·
2004: Pavol Hochschorner & Peter Hochschorner ·
2008: Pavol Hochschorner & Peter Hochschorner ·
2012: Tim Baillie & Etienne Stott ·
2016: Ladislav Škantár & Peter Škantár